# Агађо Инфериоре (Империја)
Агађо Инфериоре (итал. Agaggio Inferiore) је насеље у Италији у округу Империја, региону Лигурија.
Према процени из 2011. у насељу је живело 58 становника. Насеље се налази на надморској висини од 363 м.